# Pieter Beltjes
Pieter Jacob Willem Beltjes (Culemborg, 2 mei 1914 – Arnhem, 21 mei 1999) was een Nederlands jurist, archivaris en monumentendeskundige.

## Biografie
Hij werd geboren in Culemborg als zoon van Adrianus Johannes Beltjes, sigarenfabrikant, en Philippine Cartano. Zijn middelbare schoolopleiding kreeg hij aan het Stedelijk Gymnasium in Utrecht, waar hij elke dag met de trein vanuit Culemborg naar toe ging. In 1937 behaalde hij zijn kandidaatsexamen Rechten aan de Rijksuniversiteit Utrecht. Hij studeerde in 1943 af bij hoogleraar D.G. Rengers Hora Siccama. Hij deed tijdens de Tweede Wereldoorlog verzetswerk.
Beltjes was medeoprichter van het Genootschap A.W.K. Voet van Oudheusden in Culemborg. Hij was jarenlang provinciaal archivaris en archiefinspecteur in Gelderland. Hij publiceerde veel over de geschiedenis van Culemborg.